# Мир Мугама
Международный фестиваль «Мир Мугама» (азерб. "Muğam Dünyası" Beynəlxalq festivalı) — международный фестиваль исполнителей мугама и близкой ему по жанру музыки (макам, мукам, рага и пр.), проводящийся раз в два года в Азербайджане. Организаторами фестиваля являются Фонд Гейдара Алиева, Министерство культуры и туризма Азербайджана и Союз композиторов Азербайджана. В рамках фестиваля в Баку и регионах Азербайджана проходят конкурс исполнителей мугама, научные симпозиумы и выступления всемирно известных исполнителей.
Первый фестиваль состоялся в Баку 18—25 марта 2009 года по инициативе Фонда Гейдара Алиева. Официальное открытие фестиваля состоялось 20 марта в бакинском «Центре мугама». В рамках фестиваля прошли международный конкурс исполнителей мугама, многочисленные мугамные оперы и концерты симфонических и классических мугамов, международный научный симпозиум. Фестиваль завершил гала-концерт, который состоялся 25 марта 2009 года во Дворце имени Гейдара Алиева в Баку.

## Цели фестиваля
Основной целью Международного Фестиваля Мугама является популяризация азербайджанского мугама в современном мире, что позволит азербайджанской традиционной музыке занять более заметное место в современном культурном пространстве мира.

## Международный научный симпозиум по мугаму
Международный научный симпозиум по мугаму проходит в рамках международного фестиваля в течение 3 дней. Заседания симпозиума проходят в трех секциях, по итогам которых издаётся специальная книга.
В работе первого симпозиума принимали участие около 30 ученых, музыкальных деятелей, а также промоутеров восточной традиционной музыки из США, Великобритании, России, Франции, Италии, Германии, Турции, Голландии, Венгрии, Китая, Туниса, Узбекистана, Ирана, Марокко, Индии, Таджикистана и других стран мира.
Участники симпозиума были представлены такими известными в мире этномузыковедческой науки именами, как Стивен Блам (профессор Нью-Йоркского городского университета, эксперт Юнеско), Дитер Кристенсен (профессор Колумбийского университета в Нью-Йорке), Уим ван Зантен (вице-президент международного Совета по традиционной музыке при ЮНЕСКО), профессор Жан Дюринг из Франции, Юрген Эльснер (профессор университета Гумбольдта в Берлине), Хироми Лоррейн Саката (профессор Калифорнийского университета), профессор Люси Дюран и Джеймс Паркин (ведущие на радио BBC популярнейшую передачу «World Routes» (Мировые пути)), руководитель и владелец компании «Пан Рекордс» Бернард Клейкамп, профессор Ровшан Юносов из Узбекистана, профессор Московской консерватории Виоллета Юнусова, директор «Академии макома» в Душанбе Абдували Абдурашидов и др.
На секциях симпозиума прозвучали доклады о музыкальных культурах Азербайджана, Ирана, Турции, Пакистана, Индии, Туниса, Узбекистана, Таджикистана, а также был поднят вопрос о нагорно-карабахском конфликте.

## Участники фестиваля

### 2009 год
| - Ансамбль «Мараги» - Хусейн Альадхами - Нодира Пирматова - Айгюн Байрамова - Сакина Исмаилова - Мансум Ибрагимов - Агахан Абдуллаев |  | - Улдуз Турдыева - Тофиг Химмиджи - Мозаффар Шафии - Эльчин Гашимов - Эльнур Ахмедов - Исмаил Гамидов - Мунис Шарифов |  | - Омар Сармини - Аише Редуан - Фируз Алиев - Замиг Алиев - Алим Гасымов - Эльшан Мансуров - Забит Набизаде |  | - Айшамгуль Мухаммад - Васумати Бадринатхан - Фахраддин Дадашов - Мелекханум Эюбова - Мохлет Муслимов - Нурия Гусейнова - Валех Алекберов - Анс."Ангам Ал Рафидаин" |

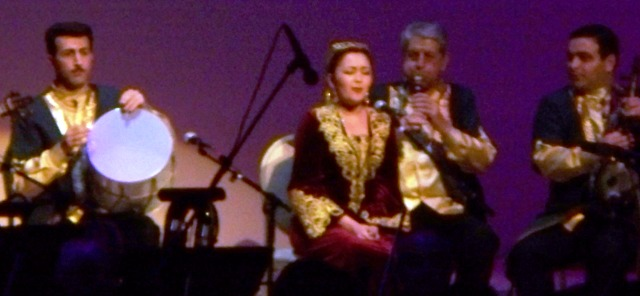
Лауреат I премии фестиваля Улдуз Турдыева (Узбекистан)

- Азербайджанский государственный симфонический оркестр имени Узеира Гаджибекова
- Азербайджанский камерный оркестр имени Гара Гараева
- Азербайджанская государственная хоровая капелла
- Азербайджанский государственный оркестр народных инструментов
- Азербайджанский государственный ансамбль старинных музыкальных инструментов

### 2011 год

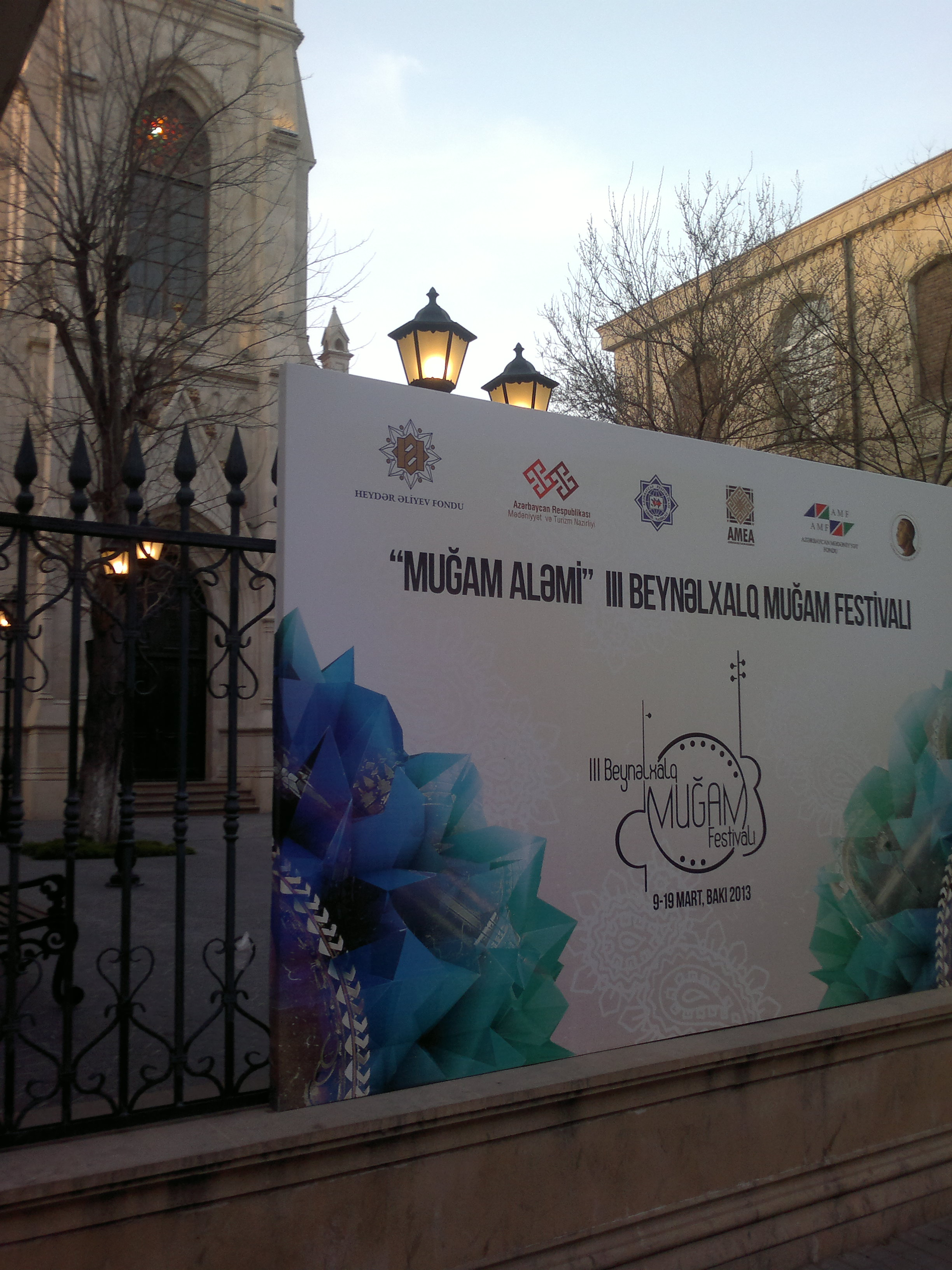
Афиша III фестиваля на заборе Лютеранской кирхи в Баку

Во II Международном фестивале, проходившем с 14 по 21 марта в Баку, принимали участие музыканты и коллективы из Ирана, Ирака, Египта, Узбекистана, Индии, Китая, Кувейта, Турции. Азербайджан на фестивале представляли Айтен Мамедова, Эхтирам Гусейнов, Нишана Бахышова, Бабек Нифталиев и Фаргана Гасымова

### 2013 год
В III Международном фестивале, проходящем с 9 по 19 марта, принимают участие музыканты и коллективы из Турции, Ирана, Ирака, Узбекистана, Таджикистана, Казахстана, США, Франции, Канады, Великобритании, Ливии, Бразилии, Испании, Италии, Германии, Иордании, Японии, Туркменистана, России, Китая, Индии, Туниса, Египта.

### 2015 год
IV Международный фестиваль «Мир мугама» прошел с 1 по 12 марта. IV Международный фестиваль «Мир мугама» был посвящён азербайджанскому композитору и исполнителю Вагифу Мустафа-заде — участники посвятили памяти музыканта множество своих произведений и дали ряд концертов с использованием работ композитора в собственной аранжировке.

### 2018 год
V Международный фестиваль «Мир мугама» состоялся 7-14 марта в Баку и Гяндже. Участие приняли музыканты, а также жюри из Турции, Молдовы, Польши, Ирана, Ирака, Узбекистана, Иордании, Египта, Сирии, Таджикистана, Казахстана, Марокко, Франции, Канады, Голландии, Венгрии, Сербии. В рамках фестиваля прошёл Международный симпозиум на тему «Традиции мугама на стыке науки и искусства», а также конкурс молодых исполнителей мугама.

### 2023 год
VI фестиваль мугама прошёл 18—25 июня 2023 года. На фестивале участвовали конкурсанты из многих стран мира. Конкурс проводился по категориям «ханенде» и «инструментальное исполнение».
Гран-при конкурса в категории «ханенде» завоевала Мохичехра Шахмуротова (Узбекистан). Первое место занял Мирали Сарызаде (Азербайджан), второе — Дашгын Кюрчайлы (Азербайджан), третье — Достмурод Негмуродов (Узбекистан). 
Гран-при в категории инструментальное исполнение присуждено Вагифу Тахмазову (Азербайджан). Первое место в этой категории занял Анар Велизаде (Азербайджан), 2 место — Шохижохан Йориев (Узбекистан), 3 место — Джахандар Микаилов (Азербайджан).

## Организаторы фестиваля

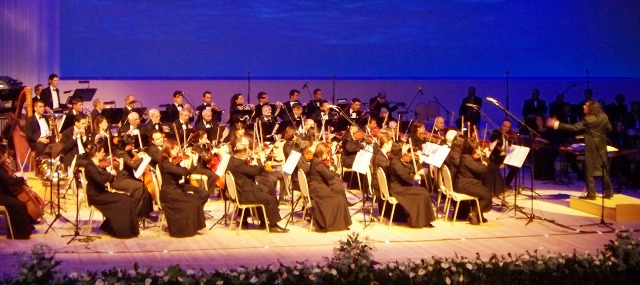
Концертная программа фестиваля. Выступление Государственного Симфонического Оркестра Азербайджана имени Узеира Гаджибекова

### Президент фестиваля
Президент Фонда Гейдара Алиева, посол доброй воли ЮНЕСКО и ИСЕСКО Мехрибан Алиева

### Организаторы фестиваля
- Фонд Гейдара Алиева
- Министерство культуры и туризма Азербайджанской Республики
- Союз композиторов Азербайджана

### Организационная поддержка
- Министерство Образования Азербайджанской Республики
- Национальная Академия Наук Азербайджана
- Фонд Друзья Культуры Азербайджана

### Художественный руководитель фестиваля
- Председатель Союза Композиторов Азербайджана Франгиз Ализаде[18]

### Организационный комитет

Программка фестиваля

- Абульфаз Караев — Министр культуры и туризма Азербайджанской Республики (сопредседатель Организационного комитета)
- Мисир Марданов — Министр образования Азербайджанской Республики (сопредседатель Организационного комитета)
- Махмуд Керимов — Президент Национальной Академии Наук Азербайджана (сопредседатель Организационного комитета)
- Франгиз Ализаде — Председатель Союза композиторов Азербайджана
- Вагиф Садыхов — Заместитель министра иностранных дел Азербайджанской Республики
- Фархад Бадалбейли — Ректор Бакинской Музыкальной Академии им. Узеира Гаджибейли
- Тимучин Эфендиев — Ректор Университета Культуры и Искусства
- Сиявуш Керими — Ректор Азербайджанской Национальной Консерватории
- Анар Алекперов — Исполнительный директор Фонда Гейдара Алиева
- Ибрагим Гулиев — Исполнительный директор Фонда друзей Азербайджанской культуры
- Элеонора Гусейнова — Постоянный представитель Азербайджанской Республики при ЮНЕСКО, посол
- Ариф Алышанов — Председатель Закрытого Акционерного Общества Азербайджанского Телевидения и Радио
- Адалят Алиев — Президент Медиа-холдинга «Лидер»
- Акиф Меликов — Директор Азербайджанского Академического Театра Оперы и Балета им. Мирзы Фатали Ахундова
- Мурад Адыгезалзаде — Директор Азербайджанской Государственной Филармонии им. Муслима Магомаева

### Рабочая группа по организации
- Фарах Алиева — Заведующая отделом искусств Министерства культуры и туризма (руководитель рабочей группы)
- Ильхам Пирмамедов — Руководитель исполнительного аппарата Министерства образования Азербайджана
- Парвина Исмайлова — Заведующая отделом социальной политики Фонда Гейдара Алиева
- Ягут Шихсеидгызы — Доцент Азербайджанской Национальной Консерватории
- Шахла Махмудова — Профессор Бакинской Музыкальной Академии
- Мехди Мамедов — Представитель центра «Мугам»
- Джахангир Салимханов — Музыковед
- Гошгар Гасанов — Переводчик

## См. также

Билет фестиваля